# Hex'Air
Hex'Air — колишня французька авіакомпанія, заснована в 1991 році. Виконує регулярні рейси по півдню Франції. Порт приписки — Аеропорт Ле-Пюї – Луд, що знаходиться за 10 км від Ле-Пюї-ан-Веле.
На початку січня 2017 року компанія Hex'Air об'єдналася з французьким конкурентом Twin Jet і була розпущена, а маршрути та літаки інтегровані в нову спільну компанію

## Напрями
Компанія виконує регулярні рейси за такими напрямами:
- Кастр — Родез — Ліон;
- Ле-Пюї-ан-Веле — Париж (Париж-Орлі).

## Флот
На червень 2001 року флот компанії складався з таких літаків:
Раніше у флоті компанії було зареєстровано чотири літаки (ще по одній з перерахованих вище моделей), два з яких були згодом продані іншим авіакомпаніям.